# フランキー・ライモン&ザ・ティーンエイジャーズ
フランキー・ライモン&ザ・ティーンエイジャーズ（Frankie Lymon & The Teenagers）は、アメリカ合衆国の黒人とヒスパニックによるドゥーワップグループである。1956年に全米7位・全英1位を記録した当時13歳のフランキー・ライモンのリード・ボーカルによる『恋は曲者』のヒットで知られる。ダイアナ・ロス、デヴィッド・ボウイ、山下達郎、ボーイズIIメンなど、後世のミュージシャンに多大な影響を与えた。1993年にロックン・ロールの殿堂に選定された。

## 概説
ジャクソン5に先駆けた黒人系アイドルグループであり、デビュー曲『恋は曲者』は世界的に大ヒットし、のちに映画『アメリカン・グラフィティ』の挿入歌としても使われた。
エドワード・W・スティット中学校の生徒らでドゥーワップグループ「Coupe De Villes」を結成。1954年、12歳のフランキー・ライモンがに加わり、いくつかの改名を経たのちにジーレコードでオーディションを受け、1956年1月に「ザ・ティーンエイジャーズ」としてデビューする。
1957年9月にライモンが脱退しソロ歌手に転向。
ライモンはその後低迷し、1968年2月27日、15歳から使用していたヘロインの過剰摂取により25歳で他界した。